# 解理

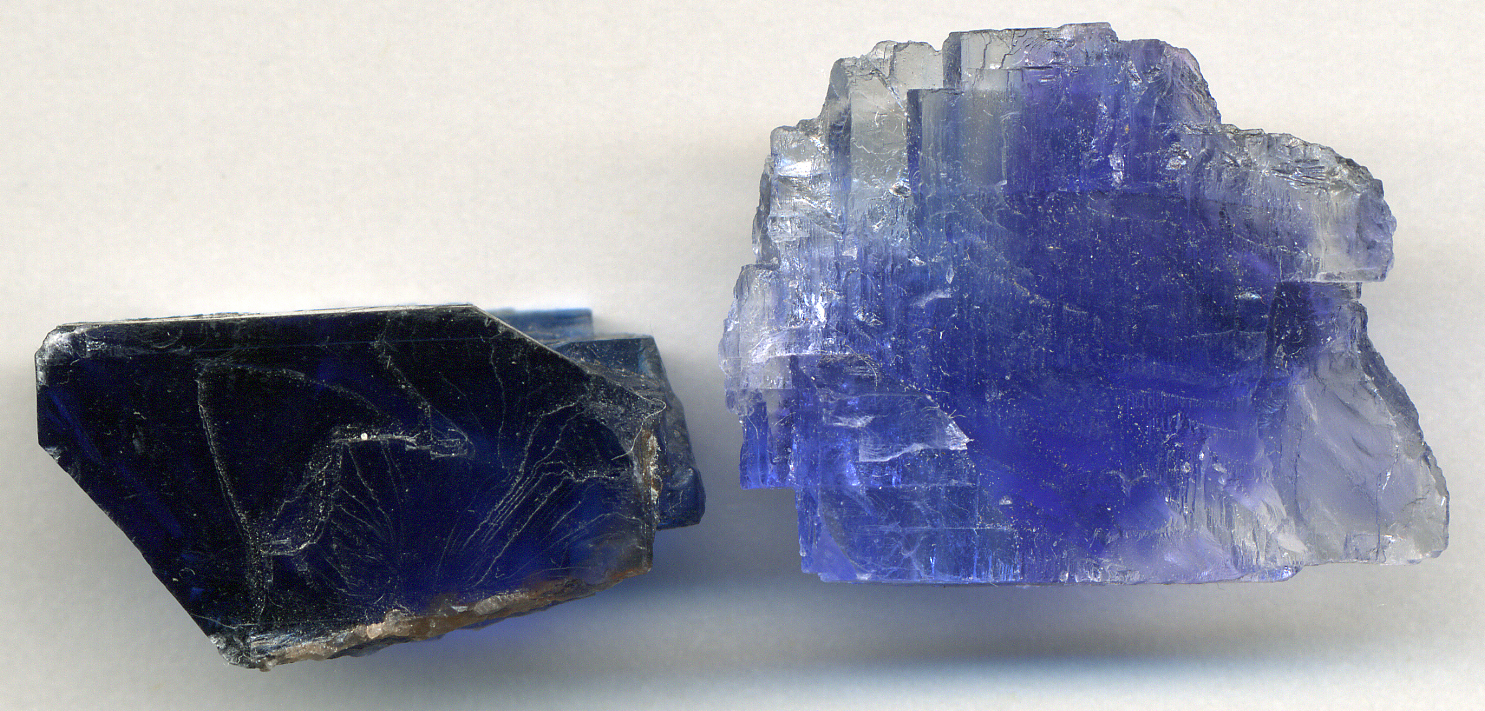
蓝石盐的解理

解理（英語：cleavage）又稱劈理，是礦物學和宝石学的常见术语，指的是礦物或宝石晶体在外力的作用下，沿一定的结晶学方向裂开成光滑平面的性质。这些光滑的平面称为解理面或劈理面。常用与解理平行发育或可能发育的单型符号表示。

## 原理
矿物形成解理的特性是矿物的晶格按某种特殊结构排列并形成薄弱面的表现。由于晶体具有各向异性，在不同的结晶方位上键力存在差距，解理往往是沿着面网上化学键力最弱的方向产生。
因為每種晶系都有不同的建構方式，導致每種礦物其解理的數目或解理的夾角都不同，故不同的矿物往往具有不同的解理，如云母具有一组极完全解理、方解石具有三组完全解理。矿物的形态与解理有关，比如云母可揭成一层层的小薄片、冰洲石打碎后呈菱面体，由此可区分不同矿物。
解理是宝石固有的性质，是否存在解理要依据宝石的对称性。结晶完美的钻石虽然不存在任何裂隙，但是平行{111}方向的完全解理总是存在。

## 分类
根据解理形成的难易程度和解理面发育的特点，可以把宝石常见的解理分成如下四个类别：极完全解理、完全解理、中等解理和不完全解理。

## 应用
解理可以作为鉴定宝石矿物的依据，同时也会影响宝石的加工。宝石的解理發育情况，在某种程度上影响宝石的抛光效果。比如黄玉的底面解理發育，因此加工时会避免刻面与解理面平行，防止使得抛光面粗糙不平；钻石的八面体解理有助于工匠沿解理方向劈开钻石；冰洲石的菱面体解理也有助于工匠劈开。